# Aristodemo

Rota de Carano do Peloponeso

Na mitologia grega, Aristodemo (em grego antigo: Ἀριστόδημος) era um filho de Aristomaco e irmão de Temeno e Cresfontes. Ele era um Heráclida, trisneto de Héracles (Hércules) e ajudou a liderar o quinto e final ataque a Micenas no Peloponeso.
Aristodemo e seus irmãos reclamaram para o oráculo que suas instruções haviam-se provado fatais para aqueles que as tinham seguido (o oráculo havia dito a Hilo para atacar através da passagem estreita quando o terceiro fruto estivesse maduro). Eles receberam a resposta de que por "terceiro fruto" a "terceira geração" era referida, e que a "passagem estreita" não era o istmo de Corinto, mas os estreitos de Riu. Eles de acordo construíram uma frota em Naupacto, mas antes de zarparem, Aristodemo foi atingido por um raio (ou alvejado por Apolo, ou morto pelos filhos de Pilades) e a frota destruída, porque um dos heráclidas, Hipotes, filho de Filas, filho de Antíoco, filho de Héracles, havia morto um vidente em transe, acreditando que este era um mago enviado pelos peloponésios para amaldiçoar o exército invasor.
Pausânias menciona várias versões para a sua morte: ele teria morrido em Delfos antes da invasão, talvez alvejado por Apolo por não ter consultado o oráculo, mas, em vez disso, por ter ouvido de Héracles sobre o retorno dos dórios. A versão mais provável, porém, é que ele foi morto pelos filhos de Pilades e Electra, Medão e Estrófio.
O oráculo, sendo novamente consultado por Temeno, propôs-lhe que oferecesse um sacrifício expiatório e banisse o assassino por dez anos, e depois procurasse um homem com três olhos para ser guia. Em seu caminho de volta a Naupacto, Temeno encontrou com Óxilo, filho de Andremão, um etólio, que montava um cavalo de apenas um olho (portanto perfazendo os três olhos) e imediatamente intimou-o a seu serviço. De acordo com outro relato, foi Óxilo que tinha perdido um olho.
Os Heráclidas repararam seus navios, velejaram de Naupacto a Antírrio, e de lá para Riu em Peloponeso. Uma batalha decisiva foi travada com Tisâmeno, filho de Orestes, o principal regente na península, que foi derrotado e morto. Essa conquista foi tradicionalmente datada de sessenta anos após a Guerra de Troia.
Os Heráclidas, que portanto tornaram-se praticamente mestres de Peloponeso, procederam para distribuir seu território entre si por lotes. Argos ficou para Temeno, Lacedemônia para Procles e Eurístenes, os filhos gêmeos de Aristodemo, e Messênia para Cresfontes. O fértil distrito de Elis havia sido reservado por acordo para Óxilo. Os Heráclidas regeram em Lacedemônia até 221 AEC, mas desapareceram bem mais cedo em outros países.
Essa conquista de Peloponeso pelos dórios, comummente chamada a "Invasão dórica" ou "Retorno dos Heráclidas", é representada como uma recuperação pelos descendentes de Héracles da herança de direito de seu ancestral herói e seus filhos. Os dórios seguiram o costume de outras tribos gregas em clamando como ancestral para suas famílias regentes um dos heróis lendários, mas as tradições não devem por conta disso ser consideradas como inteiramente míticas. Elas representam uma invasão conjunta de Peloponeso por etólios e dórios, os últimos tendo sido empurrados para o sul de seu lar setentrional original sob pressão dos Tessalianos. É notável que não haja menção desses Heráclidas ou de sua invasão em Homero ou Hesíodo. Heródoto (vi. 52) fala de poetas que tinham celebrado seus feitos, mas esses limitavam-se a eventos imediatamente posteriores à morte de Héracles.
A estória foi primeiramente amplificada pelos tragedistas gregos, que provavelmente tomaram sua inspiração de lendas locais, que glorificavam os serviços prestados por Atenas aos regentes de Peloponeso.